# Восточный Хэбэй (1935—1938)

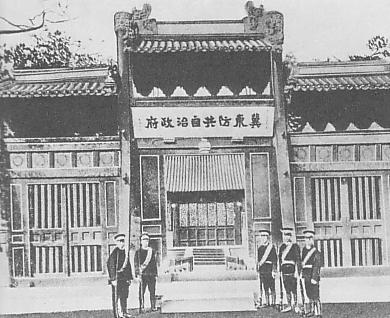
Здание в Тунчжоу, в котором размещалось Антикоммунистическое автономное правительство Восточного Цзи

Антикоммунистическое автономное правительство Восточного Цзи (кит. трад. 冀東防共自治政府, пиньинь Jìdōng Fánggòng Zìzhì Zhèngfǔ, палл. Цзидун фангун цзычжи чжэнфу, или яп. 冀東防共自治政府, Kitō Bōkyō Jichi Seifu), было провозглашено Инь Жугэном на территории восточной части провинции Хэбэй («Цзи» — это историческое название земель, на которых в XX веке возникла провинция Хэбэй) после того, как в соответствии с соглашением Хэ-Умэдзу китайское правительство было вынуждено демилитаризовать районы, прилегающие к Великой стене. 15 ноября 1935 года была провозглашена автономия 22 уездов, подчинявшихся Инь Жугэну, а 25 ноября было провозглашено образование независимого государства со столицей в Тунчжоу, которое тут же подписало экономические и военные соглашения с Японской империей. 1 февраля 1938 года это «государство» было поглощено Временным правительством Китайской республики.

## История
В конце мая 1933 года Япония и Китайская республика подписали перемирие Тангу. После этого центр агрессии Японии против Китая стал смещаться в район Северного Китая.
В середине октября 1933 года японское правительство провело заседание и приняло «Имперскую внешнюю политику», в которой четко говорилось: «Поддерживать движение за раздел на материковой части Китая и изгнать гоминьдановское правительство из Северного Китая». 1934 г. После того, как эта новая политика в отношении Китая была выдвинута, японская Квантунская армия и гарнизонная армия Тяньцзиня последовательно провели встречи для обсуждения конкретных мер по осуществлению «раздела Северного Китая».
В 1935 году командующий Квантунской армией Минами Дзиро и командующий японским гарнизоном в Северном Китае Умэдзу Ёсидзиро окончательно определились с конкретным планом. Этот план состоит в том, чтобы «создать автономный режим в Северном Китае» при установлении монгольского автономного режима во Внутренней Монголии, чтобы пять провинций Северного Китая «отделились от правительства Нанкина и создали особый регион, тесно связанный с «Маньчжоу-Го» под руководством Японии». 
В мае 1935 года Юй Сюэчжун приказал Специальному полицейскому корпусу Хэбэя войти в восточный Хэбэй и разместиться в Тунчжоу, Сянхэ, Баоди, Шуньи, Хуайжоу, Саньхэ, Шимэнь и Фунин. 24 числа того же месяца десятки тысяч японских и марионеточных войск осадили более 2000 местных антияпонских вооруженных отрядов. Из-за численного превосходства японцев, более тысячи антияпонских отрядов , в том числе командующий армией Сунь Юнцинь, были убиты, а оставшиеся 1400 человек прорвались и вошли в уезд Цяньань.
5 июня четверо японских шпионов, действовавших в районе Чжанбэй провинции Чахар, были задержаны гоминьдановским гарнизоном. Представители Квантунской армии использовали это как предлог для отправки большого количества войск на периферию Хэбэя и авиацию для неоднократного облета Пекина, тем самым оказывая давление на Китай. 
24 ноября 1935 года Инь Жугэн вернулся из Тяньцзиня в уезд Тунсянь, созвал собрание полиции и политических деятелей невооруженного района, объявил о слиянии уездов Луаньюй и Цзими в уезд Луаньцзи и принял решение о создании «Антикоммунистического автономного правительства Восточного Цзи». Инь Жугэн издал «Декларацию автономии» от имени председателя, заявив, что «с сегодняшнего дня мы отделимся от Китая, провозгласим самоуправление, дадим право голоса всем провинциям и будем искать мира в Востоке», и публично заявил, что выступает против политики «присоединения к России и приспособления к Коммунистической партии». В то же время Инь Жугэн также попросил верхушку Восточного Цзи «составить большой план по спасению страны от гибели и взять на себя тяжелую ответственность в этот критический момент». .".
25 ноября Инь Жугэн разместил объявление от имени антикоммунистического автономного комитета: «С 25 ноября сего года, (24-го года Китайской Республики) по требованию народа, в уезде Тунсянь будет организован Автономный комитет для отделения от центрального правительства и осуществления антикоммунизма.».
На первом заседании комитета было принято 3 решения: Организовать надзорный орган для надзора за дорожным движением в 22 уездах восточного Хэбэя; Организовать комитеты по сбору налогов в 22 округах восточного Хэбэя для сбора налогов со всех округов; Открытие офиса антикоммунистического автономного комитета в Таншане; 
25 декабря 1935 г., через месяц после создания комитета. Было создано антикоммунистическое автономное правительство Цзи, что сделало его еще одним марионеточным режимом под контролем Японии после Маньчжоу-Го. 
9 декабря 1935 г. в Пекине вспыхнуло движение под руководством Коммунистической партии Китая, тысячи студентов вышли на улицы, маршировали и демонстрировали, скандируя такие лозунги, как «Противостояние автономии Северного Китая», «Долой японский империализм», «Остановить гражданскую войну и объединиться против Японии». ». Граждане и студенты в Тяньцзине, Баодине, Чжанцзякоу, Таншане, Шицзячжуане и других местах собрались и прошли маршем в знак солидарности с студенческим патриотическим движением. 
Эта политика принесла несправедливые выгоды японской стороне, она оказала значительное негативное влияние на общество и экономику китайской стороны и привила китайцам сильное антияпонское сознание. Макото Цукамото в «Записях офицера по информационным технологиям» разжигал ощущение кризиса, что контрабанда товаров из Японии разрушит экономику и нацию Китая, а антияпонское сознание сосредоточено на молодых студентах в Пекине и Шанхае, и по всей стране. 
30 января 1938 года обе стороны договорились, что правительство Восточного Цзи присоединится к временному правительству Китайской Республики с 1 февраля. Было подписано соглашение о слиянии, и Восточное Цзи было распущено.

## Армия
Основную часть вооружённых сил составляла Восточно-Хэбэйская армия. Внутри страны контроль осуществляли множественные полицейские отряды. 

## Наградная система
В силу того, что государство существовало не так долго, была учреждена всего одна награда —Памятная медаль Восточного Хэбэя

## См.также
- Перемирие Тангу
- Восточно-Хэбэйская армия
- Мятеж в Тунчжоу